# WR-40 Langusta
WR-40 Langusta — польская самоходная реактивная система залпового огня, разработанная компанией HSW SA. Первые 32 единицы WR-40 поступили на вооружение в 2010 году.
Langusta (лангуст) основан на глубоко модернизированной и переработанной советской пусковой установке БМ-21 «Град». Шасси грузовика Урал-375Д заменили на более современное, а на пусковую установку установили систему управления огнем. В качестве носителя используется польский грузовик компании Jelcz модели P662D.35 с колесной формулой 6x6 и низкопрофильной бронированной кабиной для экипажа.
Прототип был создан в 2006 году и передан армии в 2007 году после успешных испытаний. Потом последовала серийная модернизация 75 машин.